# Lophocampa angulifera
Lophocampa angulifera là một loài bướm đêm thuộc phân họ Arctiinae, họ Erebidae.